# Huemul septentrional
El huemul septentrional (Hippocamelus antisensis) és una espècie de cèrvid que s'estén pels Andes del Perú i Bolívia, així com el nord-oest de l'Argentina i Xile. Els animals pesen entre 45 i 65 quilograms i mesuren entre 70 i 80 centímetres d'alçada.
El nom específic antisensis significa ‘de l'Antisana’ en llatí.